# FXGT
FXGT es una plataforma de comercio en línea internacional que se enfoca en FX, CFD, acciones e índices. El grupo ofrece acceso a MetaTrader 4 (MT4) y MetaTrader 5 (MT5).
FXGT opera dentro de empresas autorizadas y reguladas por la Autoridad de Conducta del Sector Financiero (FSCA) en Sudáfrica, la Autoridad de Servicios Financieros (FSA) en Seychelles, la Comisión de Servicios Financieros de Vanuatu (VFSC) (solo para contrapartes elegibles) y CySEC (solo para contrapartes elegibles).

## Historia
FXGT fue fundada como una plataforma de comercio en línea en 2019, ofreciendo servicios de comercio de divisas CFD a clientes en todo el mundo.
En 2022, la compañía fue nombrada el Mejor Corredor Híbrido 2022 en los Ultimate Fintech Awards.
En 2023, FXGT pasó por un procedimiento de renovación de marca, cambiando a FXGT.com con un nuevo sitio web y logotipo. Introdujo cuentas Pro (comercio sin comisiones con activos en 10 clases de activos diferentes) y ECN (ofreciendo spreads cero y protección contra saldos negativos con una opción de 40% de cierre automático).